# United States Census
Der United States Census ist eine in den Vereinigten Staaten von Amerika seit 1790 alle zehn Jahre stattfindende Volkszählung, wie es die Verfassung der Vereinigten Staaten vorsieht. Sie wird vom United States Census Bureau durchgeführt.

## Geschichte
Die Verfassung der Vereinigten Staaten vom 17. September 1787 sieht in Artikel 1, Absatz 2 einen Census zehnjährlich vor. Damals zählten die dreizehn Staaten etwa 2,5 Millionen Menschen.
Ursprünglich, seit etwa 1600, entstanden Volkszählungen in Virginia, indem in fast allen britischen Kolonien die Einwohner gezählt wurden.
Mit der Zeit wurden die untersuchten Aspekte immer komplexer. So wurden zum Beispiel 1840 auch Industrien wie die der Fischerei untersucht, ebenso wurden die sozialen, kirchlichen und steuerlichen Punkte ausgebaut. Es findet auch eine geographische Aufteilung statt. Eine genauere Auflistung der untersuchten Punkte ist in den Hauptartikeln dargestellt:
| - 1. United States Census 1790 - 2. United States Census 1800 - 3. United States Census 1810 - 4. United States Census 1820 - 5. United States Census 1830 - 6. United States Census 1840 - 7. United States Census 1850 - 8. United States Census 1860 | - 09. United States Census 1870 - 10. United States Census 1880 - 11. United States Census 1890 - 12. United States Census 1900 - 13. United States Census 1910 - 14. United States Census 1920 - 15. United States Census 1930 - 16. United States Census 1940 | - 17. United States Census 1950 - 18. United States Census 1960 - 19. United States Census 1970 - 20. United States Census 1980 - 21. United States Census 1990 - 22. United States Census 2000 - 23. United States Census 2010 - 24. United States Census 2020 | - 25. United States Census 2030 |

## Datenerfassung
Da in den USA keine Meldepflicht des Wohnortes für amerikanische Staatsbürger existiert und der Census keine Fragen zur Staatsbürgerschaft der zu Erfassenden enthält, wird bei der Datenerfassung stets die US-Staatsbürgerschaft der Bevölkerung vorausgesetzt. Es werden grundsätzlich alle Personen erfasst, die über einen längeren Zeitraum im Staatsgebiet leben. Dabei spielt es auch keine Rolle, ob sie legal oder illegal im Land leben. Dies ist nicht problematisch da die zur Bildung des Repräsentantenhauses herangezogenen Zahlen laut Verfassung nicht die Wählerschaft, sondern die Gesamtbevölkerung bei Wahlen repräsentieren.
Die fehlende Meldepflicht führt weiterhin dazu, dass die Zahl der Haushalte stets in ihrer absoluten Anzahl angegeben wird, während die als Zweitwohnsitz genutzten Haushalte nicht in der Berechnung der Personen je Haushalt berücksichtigt werden. Dies führt wiederum primär in den Südstaaten teilweise zu einem nicht repräsentativen Verhältnis der Einwohnerzahl zur Anzahl der Haushalte.

## Datenzugriff
Nach Titel 13 der Bundesgesetzgebung sind die Primärdaten für die Öffentlichkeit nach Ablauf von 72 Jahren verfügbar. Gemäß dieser Vorschrift wurde im Jahr 2012 der 16. United States Census 1940 veröffentlicht. Die Freigabe des folgenden 17. United States Census 1950 erfolgt im Jahr 2022. Sekundärdaten sind früher verfügbar.